# Aerodramus inquietus
Aerodramus inquietus là một loài chim trong họ Apodidae.